# Apokalypse (Abigor)
Apokalypse è un EP del gruppo musicale Abigor, pubblicato nel 1997 dalla Napalm Records.

## Tracce
1. Celestial – 2:45
2. Verwüstung – 3:12
3. Ein Hauch von Kälte – 2:07
4. Hyperwelt – 2:56
5. Tu Es Diaboli Juna – 2:56
6. Ubique Daemon – 3:24

## Formazione
- Silenius - voce
- P.K. - chitarra
- T.T. - batteria, chitarra